# Clotilde Hesme

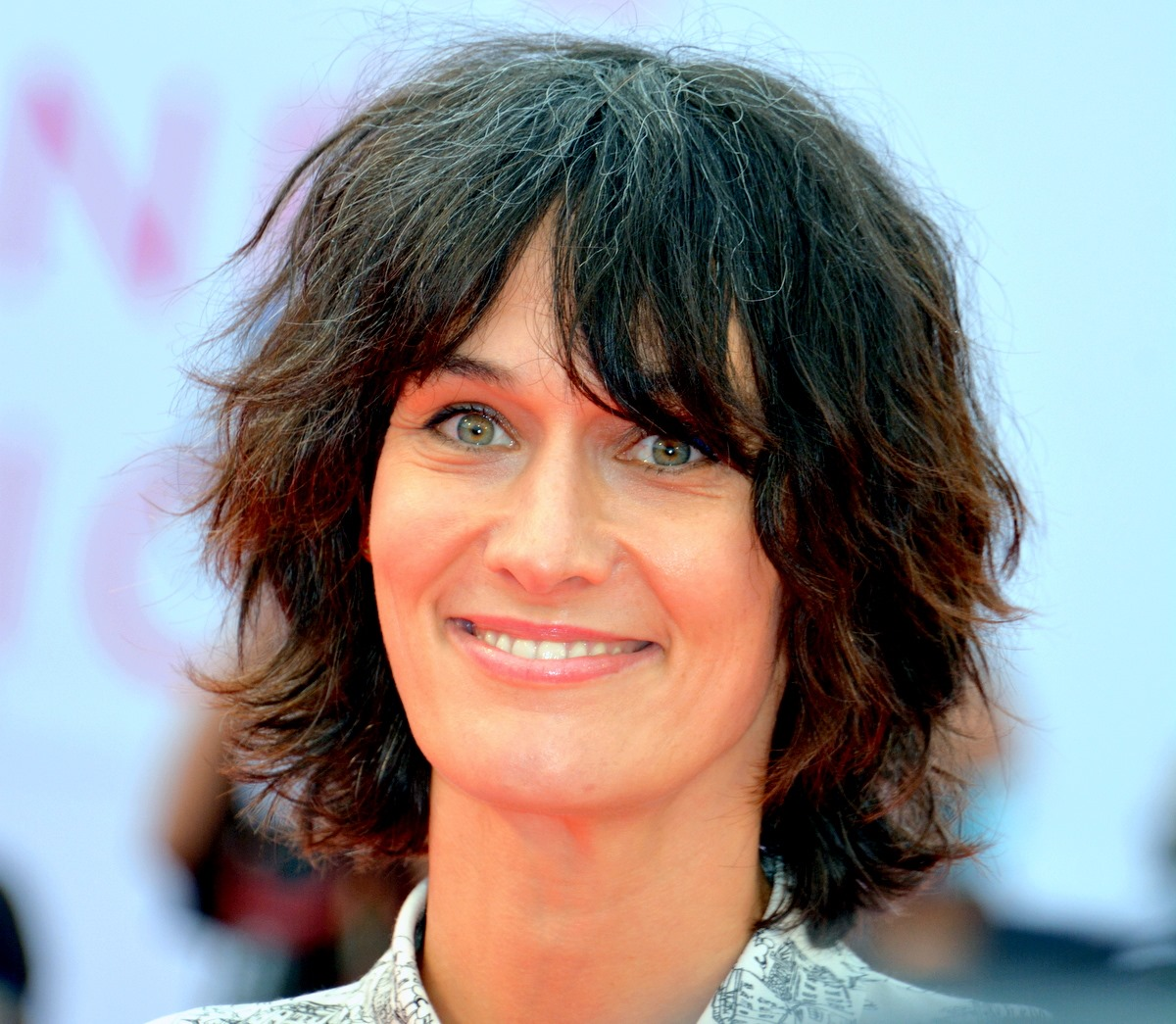
Clotilde Hesme, 2020

Clotilde Hesme (* 30. Juli 1979 in Troyes im Département Aube) ist eine französische Theater- und Filmschauspielerin.

## Leben
Clotilde Hesme ist die Schwester von Annelise Hesme und von Elodie Hesme, die ebenfalls Schauspielerinnen sind. Nach einem Studium am Conservatoire national supérieur d’art dramatique spielte sie verschiedene Rollen. Bekannt wurde sie durch den französischen Filmregisseur Jérôme Bonnell (* 1977), in dessen Film Le chignon d’Olga sie 2002 eine Rolle übernahm. Ihren Durchbruch hatte sie 2007 mit dem Film Chanson der Liebe von Christophe Honoré. Hierfür erhielt sie 2008 eine Nominierung für den César in der Kategorie Beste Nachwuchsdarstellerin. Den Preis gewinnen konnte sie 2012 mit Alix Delaportes Liebesfilm Angèle und Tony (2010) für ihre Darstellung einer jungen Frau mit Vergangenheit, die sich in einen normannischen Fischer, gespielt von Grégory Gadebois, verliebt. Für diese Rolle wurde sie auch mit einem Prix Lumières bedacht.
Im Jahr 2017 wurde Hesme bei den 70. Internationalen Filmfestspielen von Cannes als Jurymitglied des Kurzfilmwettbewerbs und der Reihe „Cinéfondation“ ausgewählt.
Seit 2021 ist sie in der Netflix-Produktion Lupin neben Omar Sy und Ludivine Sagnier in der Rolle der Juliette Pellegrini zu sehen.

## Filmografie (Auswahl)
- 2002: Le chignon d’Olga
- 2004: Focus (Kurzfilm)
- 2004: À ce soir
- 2005: Unruhestifter (Les amants réguliers)
- 2006: Comment on freine dans une descente (Kurzfilm)
- 2007: Chanson der Liebe (Les chansons d’amour)
- 2007: Der fliegende Händler (Le fils de l’épicier)
- 2007: 24 mesures
- 2008: Rivals (Les liens du sang)
- 2008: De la guerre
- 2008: Das schöne Mädchen (La belle personne)
- 2009: Les derniers jours du monde
- 2009: Die zweite Überraschung der Liebe von Marivaux (La seconde surprise de l’amour) (TV-Film)
- 2009: Angelo, tyran de Padoue (TV-Film)
- 2009: Serie in Schwarz (TV-Reihe, Episode 1x08, Envoyez la fracture)
- 2010: Angèle und Tony (Angèle et Tony)
- 2011: Die Geheimnisse von Lissabon (Mistérios de Lisboa) (TV-Miniserie, 2 Episoden)
- 2012: Trois mondes
- 2012–2015: The Returned (Les revenants) (TV-Serie, 16 Episoden)
- 2013: Für eine Frau (Pour une femme)
- 2014: Le souffleur de l’affaire
- 2014: Le dernier coup de marteau
- 2014: Promeneuse (Kurzfilm)
- 2015: L’échappée belle
- 2016: Monsieur Chocolat (Chocolat)
- 2016: Die Ungezähmte (L’indomptée)
- 2016: Ein Leben (Une Vie)
- 2017: K.O.
- 2017: Diane a les épaules
- 2019: Le jeu de l’amour et du hasard (TV-Film)
- 2020: Der Anschlag – Wettlauf gegen die Zeit (The Shift)
- 2020: Obwohl ich Dich liebe (Amour Fou) (TV-Miniserie, 3 Episoden)
- seit 2021: Lupin (TV-Serie)
- 2021: Nona und ihre Töchter (Nona et ses filles) (TV-Serie, 9 Episoden)
- 2022–2023: HIP: Ermittlerin mit Mords-IQ (HPI: Haut Potentiel Intellectuel) (TV-Serie, 12 Episoden)
- 2022: Der Patient (Le patient) (TV-Film)
- 2023: Linda veut du poulet! (Stimme im Original)
- 2024: Largo Winch: Der Preis des Geldes (Largo Winch: Le prix de l'argent)
- 2024: Lesbengeschichten – Halt mich fest (Upon Her Lips: Hold Me Tight, Segment L'Attente)

- 2025: Le Signal (TV-Serie)

## Auszeichnungen
César

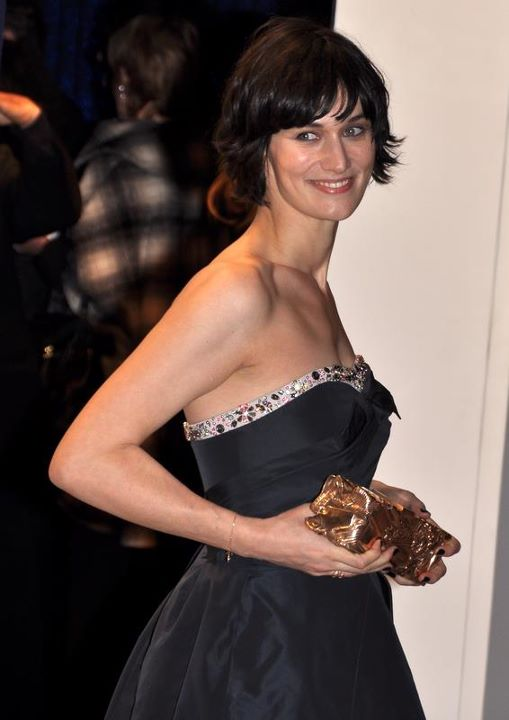
Hesme bei der César-Verleihung 2012

- 2008: Nominierung in der Kategorie Beste Nachwuchsdarstellerin für Chanson der Liebe
- 2012: Beste Nachwuchsdarstellerin für Angèle und Tony (zusammen mit Naidra Ayadi für Poliezei)

Prix Lumières
- 2008: Nominierung in der Kategorie Beste Nachwuchsdarstellerin für Chanson der Liebe
- 2012: Beste Darstellerin für Angèle und Tony

Luchon International Film Festival
- 2020: Schauspielerin des Jahres für Obwohl ich Dich liebe

Marrakech International Film Festival
- 2014: Beste Darstellerin für Le dernier coup de marteau

SACD Award
- 2008: Suzanne Bianchetti Award